# Khemis Miliana
Khemis Miliana (ehemals Afreville, arabisch خميس مليانة) ist eine Stadt im Norden Algeriens.

## Geographie
Khemis Miliana liegt im gleichnamigen Distrikt, der zur Provinz Ain Defla gehört. Nördlich liegt die kleinere Stadt Miliana.

## Geschichte
Zu Zeiten der Römer lag hier die Stadt Malliana, die zur Provinz Mauretania Caesariensis gehörte. Malliana war in der Spätantike Bischofssitz, worauf das Titularbistum Malliana zurückgeht.

## Persönlichkeiten
- Abdelkader Mesli (1902–1961), französischer Imam und Mitglied der Résistance